# Krasnický rybník
Krasnický rybník  je rybník o rozloze vodní plochy 2,79 ha nalézající se na západním okraji  obce Krasnice v okrese Pardubice. Okolo rybníka se nalézá rekreační chatová osada.
Na břehu rybníka se nachází pomník věnovaný nerovnému boji šestičlenné diverzní skupiny partyzánského oddílu Záře proti německým jednotkám o přilehlé stavení, který se odehrál dne 21. 12. 1944.

## Galerie

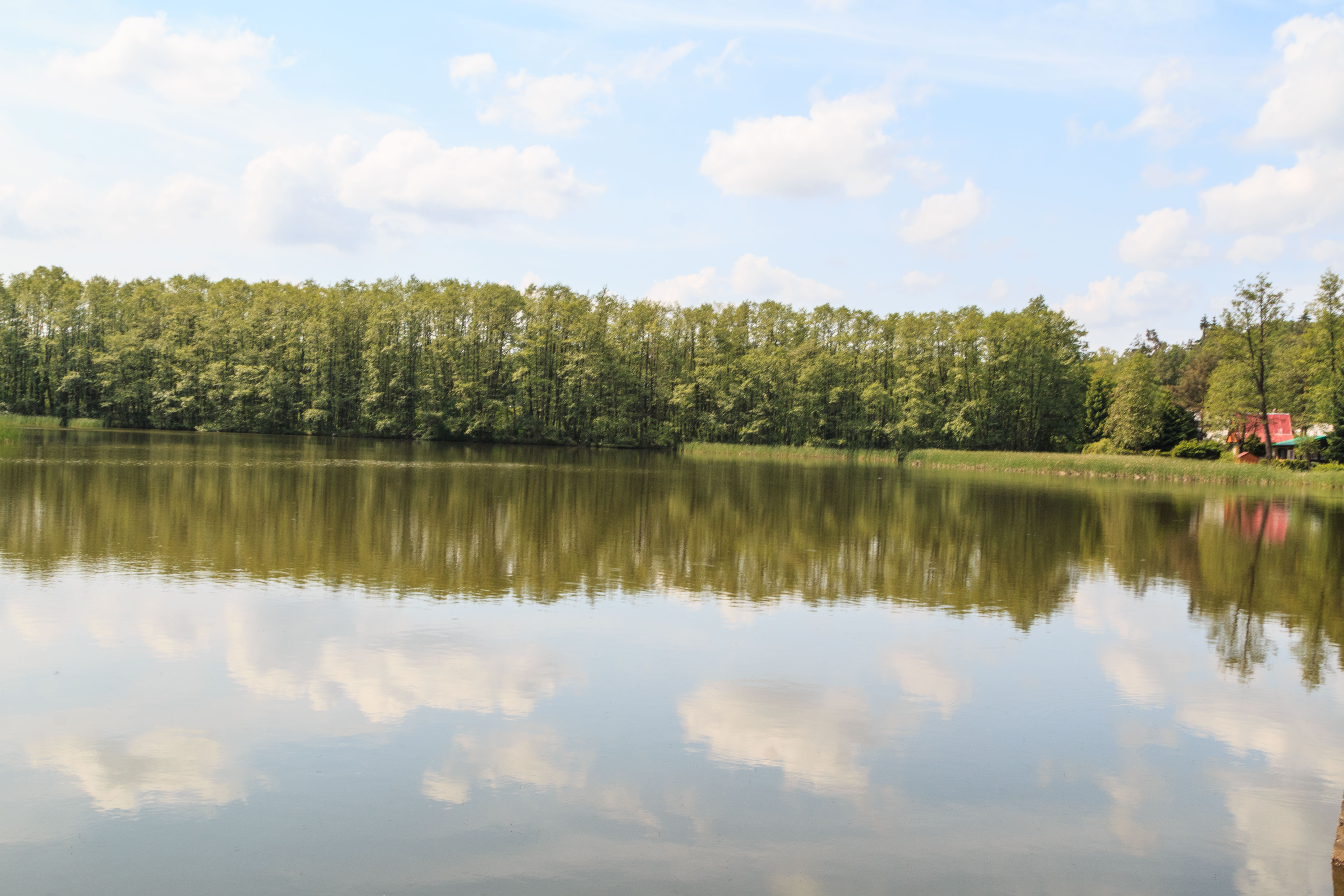
pohled na Krasnický rybník
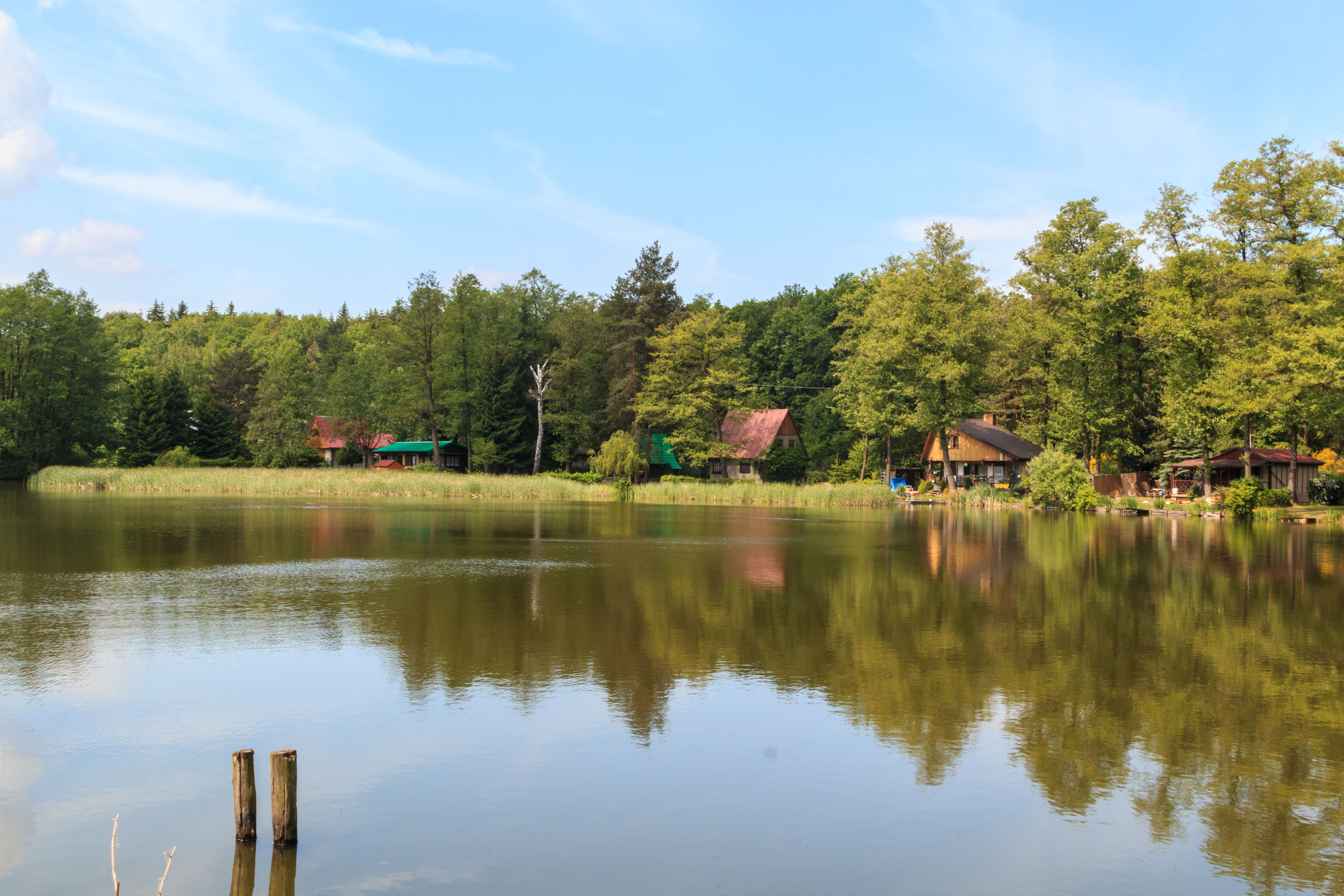
pohled na Krasnický rybník
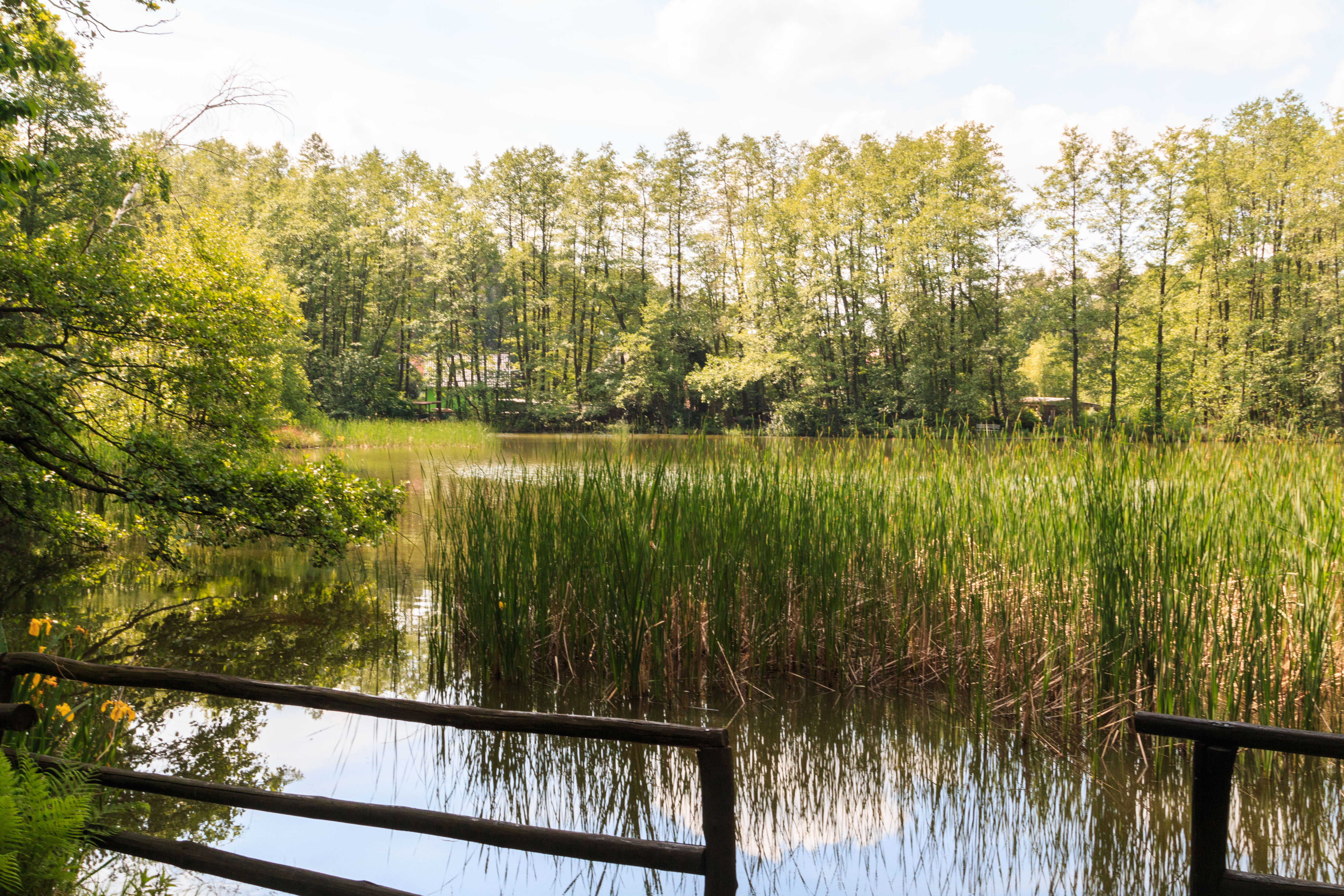
pohled na Krasnický rybník
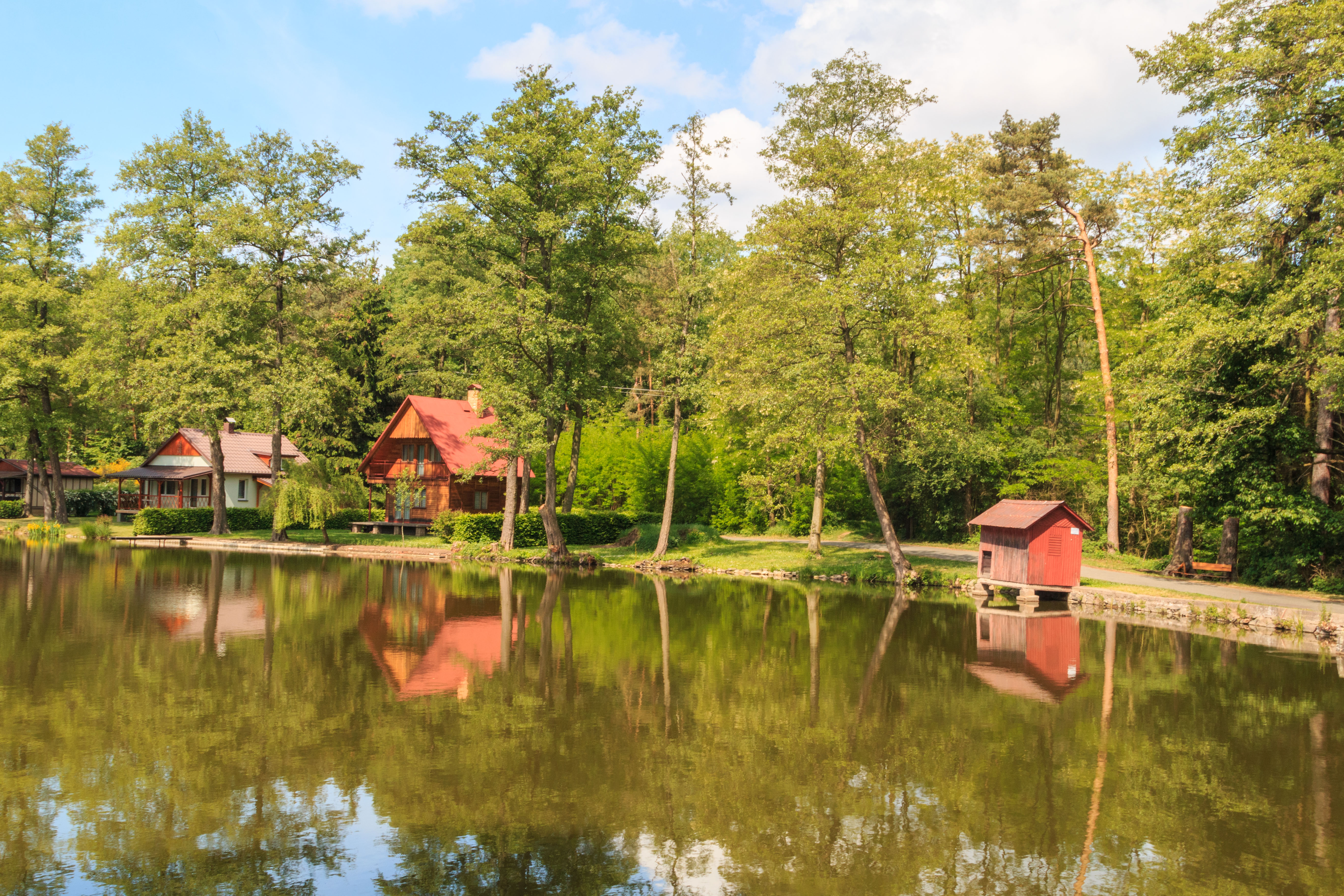
pohled na Krasnický rybník